# Management by Motivation
Management by Motivation (deutsch „Führung durch Motivation“) ist in der Managementlehre und Personalführung der Anglizismus für eine Führungstechnik, bei der die Arbeitsmotivation der Mitarbeiter im Vordergrund steht.

## Allgemeines
Management dient dazu, die wirtschaftliche und soziale Effizienz der Unternehmensprozesse zu gewährleisten. Menschenführung ist jede zielbezogene, interpersonelle Verhaltensbeeinflussung mit Hilfe von Kommunikationsprozessen. Führungstechniken sind Vorgehensweisen und Maßnahmen der Personalführung in Personenvereinigungen (Unternehmen, Behörden, Ministerien) zur Verwirklichung vorgegebener Ziele (Unternehmensziele, Staatsziele), der Gestaltung der Führungssituation und der Behandlung der Mitarbeiter.
Den vorgegebenen Zielen werden die korrespondierenden Führungsziele der Führungskräfte untergeordnet, die diese mit Hilfe von Führungstechniken zu erreichen versuchen.

## Inhalt
Beim Management by Motivation steht die Motivation der Mitarbeiter durch den Vorgesetzten im Mittelpunkt. Dabei wird die Arbeitsaufgabe durch die Führungskraft so gestaltet, dass sich Mitarbeiter mit ihr und den Unternehmenszielen identifizieren können. Auf diese Weise kann eine hohe Arbeitsproduktivität und Arbeitszufriedenheit erreicht werden, weil das Erreichen der Unternehmensziele gleichzeitig auch die persönlichen Ziele der Mitarbeiter erfüllt.
Management by Motivation schafft durch die betrieblichen Umweltzustände Anreize von außen, das innere Verhalten der Arbeitskräfte zu beeinflussen, um eine intrinsische Motivation zur Arbeitsleistung zu aktivieren. Um dies zu erreichen, müssen die individuellen Arbeitseinstellungen, Bedürfnisse, Erwartungen, Motive und persönlichen Ziele erkundet und mit den Unternehmenszielen und betrieblichen Belangen verbunden werden. Intrinsische Motivation führt zur Identifikation der Arbeitskräfte mit „ihrem“ Unternehmen und/oder „ihren“ Produkten oder Dienstleistungen.

## Weitere „Management by“-Techniken
„Management by“-Techniken beruhen nicht auf wissenschaftlichen Erkenntnissen, sondern aus den Erfahrungswerten der Manager. Es gibt eine Vielzahl dieser „Management by“-Führungstechniken.
| Führungstechnik             | wesentliches Merkmal                                                                                     |
| --------------------------- | --- |
| Management by Delegation    | Delegation von Aufgaben, Kompetenzen und Verantwortung                                                   |
| Management by Exception     | Entscheidungen werden nur für Ausnahmefälle getroffen                                                    |
| Management by Motivation    | Schwerpunkt liegt auf der Arbeitsmotivation                                                              |
| Management by Objectives    | im Mittelpunkt stehen Zielvorgaben für Leistungsziele                                                    |
| Management by Participation | im Vordergrund steht die Partizipation (Teilhabe) der Mitarbeiter am Entscheidungs- und Geschäftsprozess |
| Management by Results       | Kern ist das vorgegebene Arbeitsergebnis                                                                 |

Im Regelfall steht bei jeder Führungstechnik lediglich ein Merkmal des Führungsprozesses im Vordergrund.

## Organisatorische Aspekte
Die erste entwickelte „Management-by“-Technik war das 1954 von Peter F. Drucker vorgestellte Management by Objectives. Sukzessive kam es zu weiteren Varianten, die ein bestimmtes Merkmal in den Vordergrund stellten. Die erste Publikation zu Management by Motivation erschien 1968 und stufte das Arbeitseinkommen als wesentlichen Motivator ein.
Zwischen den „Management-by“-Techniken gibt es mehrere Abhängigkeiten und Gemeinsamkeiten. Management by Objectives und Management by Results ähneln sich, Management by Delegation wiederum setzt Management by Objectives voraus.
Hygienefaktoren  (wie Arbeitsbedingungen, Arbeitsentgelt, Betriebsklima, Sozialleistungen) können zwar vorhandene Arbeitsunzufriedenheiten vermindern, wirken jedoch meist nicht als Motivatoren. Hierzu gehören der Arbeitserfolg, die Anerkennung durch Vorgesetzte oder Öffentlichkeit, die richtige Arbeitseinstellung und die Personalentwicklung. Beim Management by Motivation gilt es, jene Motivatoren zu aktivieren.